# 유엔난민기구

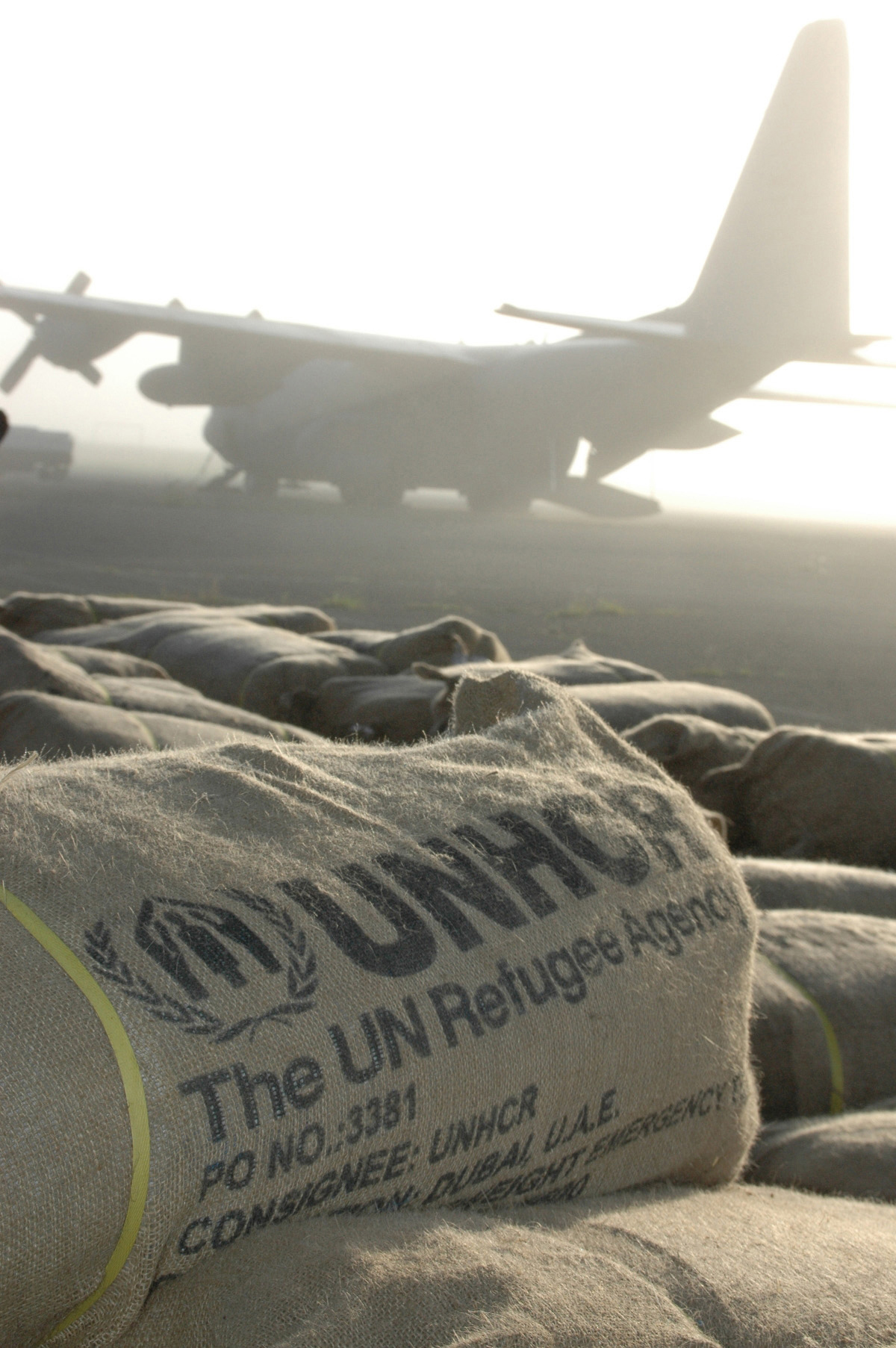
UNHCR 패키지, 텐트와 방수포, 모기장 등이 들어 있다.

유엔 난민 고등판무관 사무소(United Nations High Commissioner for Refugees, UNHCR)는 유엔난민기구(UN Refugee Agency)로도 불리며 각국 정부나 유엔의 요청에 의해 난민들을 보호하고 돕기 위해 설립되었다. 1950년 12월 14일 스위스 제네바에 설립되었다. 1954년과 1981년 두 차례 노벨 평화상을 수상하기도 했다.

## 개요
1939년 2차세계대전이 발발하자 발생한 120만명의 유럽 난민 문제를 해결하기 위해 국제연맹에서는 고등판무관을 임명하고 난민문제를 초국가적 문제로 다루기 시작했다. 국제연맹의 후신인 유엔도 유엔구호재건기구(United Nations Relief and Rehabilitation Administration, UNRRA)와 국제난민기구(International Refugee Organization, IRO)를 각각 1944년, 1947년에 설치하여 긴급구호와 법적 보호를 통해 난민문제를 해결하고자 노력했다. 그러나 IRO는 시대적, 정치적 상황과 맞물려 충분한 지원을 얻지 못하였고 유엔에 새로운 난민기구의 필요성이 대두되었다.
1949년 12월 3일 유엔 총회에서 창설된 UNHCR은 난민을 보호하고 난민 문제를 해결하기 위해 국제적인 조치를 주도하고 조정할 권한을 부여받았다. UNHCR의 활동은 난민의 권리와 복지를 보호하는 데 주요 목표를 두고 있다. 누구나 비호를 신청할 권리를 누리고, 자발적 본국 귀환, 현지 동화 혹은 제3국 재정착의 방법으로 다른 나라에서 안전한 피난처를 보장 받을 수 있도록 노력하는 것이 UNHCR의 활동 목표이다.
유엔난민기구 한국대표부는 2001년 일본 동경 지역사무소 산하 연락사무소로 처음 문을 열었으며, 2006년 독자적인 사무소로 승격되었다. 사무실은 서울에 있다.

## 기능
유엔난민기구는 1950년 12월 14일에 유엔구호재건기구를 계승하여 설립되었다. 단체는 난민들을 보호하고 전세계적 난민 문제들을 해결하기 위한 국제적인 활동을 이끌고 조직화하기를 지시받았다. 그것의 주요 목적은 난민들의 권리와 행복을 보호하기 위함이었다. 그것은 모두가 자발적으로 집에 돌아갈 수 있고 제 3국에 재정착하여 통합하는 선택과 함께 수용소를 찾기 위한 권리를 행사하고 다른 주의 안전한 피난처를 찾을 수 있도록 노력한다.
유엔난민기구의 지시는 점진적으로 그것이 1951년 국제연합난민의 지위에 관한 조약, 1967년 의정서, 1969 아프리카 결단기구, 또는 그들이 그들의 나라를 떠났지만 현재 그 나라의 출신을 유지하고 있다면 다른 협정에 의거한 피난처의 법정 정의에 적합한 국내 이재민을 포함한 "염려의" 다른 사람들로 묘사하는 사람들에게 인도주의적 지원을 보호하고 제공하는 것을 포함하기 위해 확장되었다.

## 최고 대표
- 필리포 그란디, 2016년 ~ (이탈리아)
- 안토니우 구테흐스, 2005년 ~ 2015년 (포르투갈)
- 뤼트 뤼버르스, 2001년 ~ 2005년(네덜란드)
- 오가타 사다코, 1990년 ~ 2000년(일본)

유엔 설립 이전에 프리티오프 난센은 1922년부터 국제연맹의 난민고등판무관을 지냈다.

## 친선 대사
- 안젤리나 졸리
- 케이트 블란쳇
- 벤 스틸러
- 정우성

## 같이 보기
- 난민
- 탈북자